# Wildaanrijding

Waarschuwingsbord: groot wild

Een wildaanrijding is een aanrijding met een in het wild levend dier.
In Nederland worden jaarlijks meer dan 6000 stuks grofwild (grote wilde hoefdieren) aangereden. Zo ging het alleen al op de Veluwe in 2008 om 731 reeën, wilde zwijnen, edelherten en damherten.
Een aanrijding met grofwild kan levensgevaarlijk zijn. Behalve aanzienlijke materiële schade aan het voertuig, kan een aanrijding ook fatale gevolgen hebben voor de bestuurder en de inzittenden. Helaas zijn elk jaar ook dodelijke slachtoffers te betreuren.

## Voorkomen
Men kan de kans op een aanrijding met grofwild aanmerkelijk verkleinen door:
- zodra het donker is zo veel mogelijk van autosnelwegen gebruik te maken;
- de snelheid in de periode van de avondschemer tot 's ochtends 8 uur op provinciale en lokale wegen te reduceren tot circa 60 kilometer per uur;
- continu de wegbermen in de gaten te houden op de aanwezigheid van dieren, zo mogelijk met groot licht of verstralers;
- bewust te zijn van het onvoorspelbare gedrag van wild.

## Bij overstekend wild
Indien grofwild plotseling de weg oversteekt, is het belangrijk dat de snelheid direct wordt verminderd en het grote licht wordt gedimd, om voor het wild de vluchtweg zichtbaar te houden (groot licht verblindt de dieren). Het is mogelijk dat er na één dier nog meer volgen.

## Melden
Wanneer men in Nederland een aanrijding heeft met wild, is men wettelijk verplicht daarvan melding te maken bij de politie. Die zal een faunabeheerder inschakelen om het gewonde dier met zweethonden op te sporen en indien nodig uit zijn lijden te verlossen.